# 比爾·斯蒂爾
比爾·斯蒂爾（英語：William T. "Bill" Still，1948年1月20日—）是美國紀錄片製片人和作家，代表作為《金钱主人》和《奧茲的秘密》。

## 生平
斯蒂爾執導過《金钱主人》（1996年）和《奧茲的秘密》（2009年）等批判美聯儲貨幣控制系統的紀錄片，其中《奧茲的秘密》在2010年貝洛伊特國際電影節上獲得最佳紀錄片獎。
2011年10月，斯蒂爾宣布角逐自由意志黨的總統競選提名。但在2012年自由意志黨全國代表大會上最終由蓋瑞·強生贏得提名。

## 作品
- 1996年，《金钱主人》（The Money Masters）
- 2009年，《奧茲的秘密》（The Secret of Oz）
- 2010年，《奧茲的秘密2》（Secret of Oz 2）
- 2013年，《哲基爾島：美聯儲背後的真相》（Jekyll Island, The Truth Behind The Federal Reserve）[7]

## 評價
作家G·愛德華·格里芬認為斯蒂爾的紀錄片是出色的作品，但提供了錯誤的解決方案。調查記者和作家諾米·普林斯在2009年評論說，《金钱主人》「出色地揭示了美聯儲和強大的全球金融家背後的真相」。

## 外部連結
- 官方网站 （英文）
- 比爾·斯蒂爾在互联网电影资料库（IMDb）上的資料（英文）